# Ronde van Frankrijk 2025/Elfde etappe
De elfde etappe van de Ronde van Frankrijk 2025 werd verreden op 16 juli. De Noor Jonas Abrahamsen versloeg zijn medevluchter, de Zwitsers kampioen Mauro Schmid, in een sprint-à-deux en zorgde zo voor de eerste zege in een Touretappe van zijn ploeg Uno-X Mobility. Zeven seconden later strandde de Nederlander Mathieu van der Poel op de derde plek.

## Parcours
Daags na de rustdag startte de etappe in Toulouse. De tussensprint lag na 97,3 kilometer in Labastide-Beauvoir. Daarnaast moesten onderweg vier beklimmingen van de vierde categorie en een van de derde categorie worden gedaan alvorens de finish na 156,8 kilometer weer in de startplaats lag.

## Koersverloop
Dit overzicht is mogelijk incompleet; u kunt helpen door het uit te breiden.

## Uitslag etappe
| Toulouse – Toulouse (156,8 km) |                      |                       |          |
| Plaats                         | Naam                 | Ploeg                 | Tijd     |
| Winnaar                        | Jonas Abrahamsen     | Uno-X Mobility        | 3u15'56" |
| 2                              | Mauro Schmid         | Jayco AlUla           | z.t.     |
| 3                              | Mathieu van der Poel | Alpecin-Deceuninck    | + 7"     |
| 4                              | Arnaud De Lie        | Lotto                 | + 53"    |
| 5                              | Wout van Aert        | Visma \| Lease a Bike | z.t.     |
| 6                              | Axel Laurance        | INEOS Grenadiers      | z.t.     |
| 7                              | Fred Wright          | Bahrain Victorious    | z.t.     |
| 8                              | Mathieu Burgaudeau   | TotalEnergies         | z.t.     |
| 9                              | Quinn Simmons        | Lidl-Trek             | z.t.     |
| 10                             | Davide Ballerini     | XDS Astana            | + 1'11"  |

 –  Jonas Abrahamsen was de strijdlustigste renner van de etappe.

## Klassementen

### Algemeen klassement
| Algemeen klassement (gele trui) |                    |                         |          |
| Plaats                          | Naam               | Ploeg                   | Tijd     |
| Gele trui                       | Ben Healy          | EF Education-EasyPost   | 41u01'13 |
| 2                               | Tadej Pogačar      | UAE Team Emirates-XRG   | + 29"    |
| 3                               | Remco Evenepoel    | Soudal Quick-Step       | + 1'29"  |
| 4                               | Jonas Vingegaard   | Visma \| Lease a Bike   | + 1'46"  |
| 5                               | Matteo Jorgenson   | Visma \| Lease a Bike   | + 2'06"  |
| 6                               | Kévin Vauquelin    | Arkéa-B&B Hotels        | + 2'26"  |
| 7                               | Oscar Onley        | Picnic PostNL           | + 3'24"  |
| 8                               | Florian Lipowitz   | Red Bull-BORA-hansgrohe | + 3'34"  |
| 9                               | Primož Roglič      | Red Bull-BORA-hansgrohe | + 3'41"  |
| 10                              | Tobias Johannessen | Uno-X Mobility          | + 5'03"  |
|                                 |                    |                         |          |
| 24                              | Thymen Arensman    | INEOS Grenadiers        | + 22'06" |

### Puntenklassement
| Puntenklassement (groene trui) |                      |                       |        |
| Plaats                         | Naam                 | Ploeg                 | Punten |
| Groene trui                    | Jonathan Milan       | Lidl-Trek             | 231    |
| 2                              | Tadej Pogačar        | UAE Team Emirates-XRG | 163    |
| 3                              | Mathieu van der Poel | Alpecin-Deceuninck    | 156    |
| 4                              | Biniam Girmay        | Intermarché-Wanty     | 154    |
| 5                              | Tim Merlier          | Soudal Quick-Step     | 150    |
| 6                              | Anthony Turgis       | TotalEnergies         | 107    |
| 7                              | Jonas Abrahamsen     | Uno-X Mobility        | 90     |
| 8                              | Jonas Vingegaard     | Visma \| Lease a Bike | 86     |
| 9                              | Quinn Simmons        | Lidl-Trek             | 82     |
| 10                             | Arnaud De Lie        | Lotto                 | 75     |

### Bergklassement
| Bergklassement (bolletjestrui) |                            |                       |        |
| Plaats                         | Naam                       | Ploeg                 | Punten |
| Bolletjestrui                  | Lenny Martinez             | Bahrain Victorious    | 27     |
| 2                              | Ben Healy                  | EF Education-EasyPost | 16     |
| 3                              | Michael Woods              | Israel-Premier Tech   | 11     |
| 4                              | Tim Wellens                | UAE Team Emirates-XRG | 8      |
| 5                              | Thymen Arensman            | INEOS Grenadiers      | 8      |
| 6                              | Tadej Pogačar              | UAE Team Emirates-XRG | 7      |
| 7                              | Anders Halland Johannessen | Uno-X Mobility        | 6      |
| 8                              | Simon Yates                | Visma \| Lease a Bike | 5      |
| 9                              | Quinn Simmons              | Lidl-Trek             | 5      |
| 10                             | Ben O'Connor               | Jayco AlUla           | 5      |

### Jongerenklassement
| Jongerenklassement (witte trui) |                     |                         |          |
| Plaats                          | Naam                | Ploeg                   | Tijd     |
| Witte trui                      | Ben Healy           | EF Education-EasyPost   | 41u01'13 |
| 2                               | Remco Evenepoel     | Soudal Quick-Step       | + 1'29"  |
| 3                               | Kévin Vauquelin     | Arkéa-B&B Hotels        | + 2'26"  |
| 4                               | Oscar Onley         | Picnic PostNL           | + 3'24"  |
| 5                               | Florian Lipowitz    | Red Bull-BORA-hansgrohe | + 3'34"  |
| 6                               | Carlos Rodríguez    | INEOS Grenadiers        | + 5'44"  |
| 7                               | Mattias Skjelmose   | Lidl-Trek               | + 12'45" |
| 8                               | Romain Grégoire     | Groupama-FDJ            | + 15'15" |
| 9                               | Joseph Blackmore    | Israel-Premier Tech     | + 29'19" |
| 10                              | Alex Baudin         | EF Education-EasyPost   | + 30'20" |
|                                 |                     |                         |          |
| 15                              | Frank van den Broek | Picnic PostNL           | + 44'49" |

### Ploegenklassement
| Plaats | Ploeg                           | Tijd       |
| ------ | ------------------------------- | ---------- |
|        | Team Visma \| Lease a Bike      | 123u02'09" |
| 2      | UAE Team Emirates-XRG           | + 19'20"   |
| 3      | Groupama-FDJ                    | + 31'42"   |
| 4      | Arkéa-B&B Hotels                | + 32'41"   |
| 5      | Decathlon AG2R La Mondiale Team | + 33'16"   |

1e etappe ·
2e etappe ·
3e etappe ·
4e etappe ·
5e etappe ·
6e etappe ·
7e etappe ·
8e etappe ·
9e etappe ·
10e etappe ·
11e etappe ·
12e etappe ·
13e etappe ·
14e etappe ·
15e etappe ·
16e etappe ·
17e etappe ·
18e etappe ·
19e etappe ·
20e etappe ·
21e etappe
Startlijst · Eindstanden · Afbeeldingen